# Cosmologia dels forats negres
La cosmologia de forat negre (també anomenada cosmologia de Schwarzschild o model cosmològic de forat negre) és un model cosmològic en què l'⁣univers observable és l'interior d'un forat negre. Aquests models van ser proposats originalment pel físic teòric Raj Kumar Pathria, i simultàniament pel matemàtic IJ Good. En la versió proposada originalment per Pathria i Good, i estudiada més recentment per, entre d'altres, Nikodem Popławski, l'univers observable és l'interior d'un forat negre que existeix com un dels possibles molts dins d'un univers pare més gran, o multivers.

## Rerefons
Segons la relativitat general, el col·lapse gravitatori d'una massa en una àrea prou compacta forma un forat negre de Schwarzschild. En la teoria de la gravetat d'Einstein-Cartan -Sciama-Kibble, però, forma un pont d'Einstein-Rosen regular, o forat de cuc. Els forats de cuc de Schwarzschild i els forats negres de Schwarzschild són solucions matemàtiques diferents de la relativitat general i la teoria d'Einstein-Cartan. Tot i això, per als observadors, els exteriors d'ambdues solucions amb la mateixa massa són indistingibles. La teoria d'Einstein-Cartan estén la relativitat general eliminant una restricció de la simetria de la connexió afí i considerant la seva part antisimètrica, el tensor de torsió, com una variable dinàmica. La torsió explica naturalment el moment angular intrínsec (espín) quàntic de la matèria. L'acoblament mínim entre els espinors de torsió i els de Dirac genera una interacció espín-espín repulsiva, que és significativa en la matèria fermiònica a densitats extremadament altes. Aquesta interacció impedeix la formació d'una singularitat gravitacional. En canvi, la matèria que col·lapsa arriba a una densitat enorme, però finita i rebota, formant l'altra banda d'un pont Einstein-Rosen, que creix com un nou univers. En conseqüència, el Big Bang va ser un Big Bounce no singular en què l'univers va tenir un factor d'escala mínim i finit. O bé, el Big Bang va ser un forat blanc supermassiu que va ser el resultat d'un forat negre supermassiu al cor d'una galàxia del nostre univers pare.

## Evidència
Qualsevol model d'aquest tipus requereix que el radi de Hubble de l'univers observable sigui igual al seu radi de Schwarzschild, és a dir, el producte de la seva massa i la constant de proporcionalitat de Schwarzschild. De fet, se sap que això és gairebé el cas; tanmateix, almenys un cosmòleg considera que aquesta coincidència és una coincidència.
Un article publicat el març del 2025 afirma que, d'una mostra de més de 200 galàxies primerenques, al voltant de dos terços giren en sentit horari, mentre que només s'esperaria que ho fessin la meitat. Una possible explicació per a aquesta anomalia és que podríem estar dins d'un forat negre; ja que tots els forats negres coneguts giren i aquest gir influiria en qualsevol galàxia que s'hi trobés dins. Alternativament, podria ser que el cosmos giri lentament per alguna altra raó, o que hi hagi algun problema amb les dades.

## Variacions
La cosmologia d'ones de xoc, proposada per Joel Smoller i Blake Temple el 2003, considera el "big bang" com una explosió dins d'un forat negre, que produeix el volum en expansió d'⁣espai i matèria que inclou l'⁣univers observable. Aquest forat negre finalment es converteix en un forat blanc a mesura que la densitat de la matèria es redueix amb l'expansió. Una teoria relacionada proposa que l'acceleració de l'expansió de l'univers observable, normalment atribuïda a l'energia fosca, podria ser causada per un efecte de l'ona de xoc.